# Anilios unguirostris
Espèce
Synonymes
- Typhlops unguirostris Peters, 1867
- Ramphotyphlops unguirostris (Peters, 1867)
- Austrotyphlops unguirostris (Peters, 1867)
- Typhlops curvirostris Peters, 1879

Anilios unguirostris est une espèce de serpents de la famille des Typhlopidae. 

## Répartition
Cette espèce est endémique d'Australie. Elle se rencontre en Nouvelle-Galles du Sud, au Queensland, dans le Territoire du Nord, en Australie-Méridionale et en Australie-Occidentale.

## Publication originale
- Peters, 1867 : Über Flederthiere (Pteropus gouldii, Rhinolophus deckenii, Vespertilio lobipes, Vesperugo temminckii) und Amphibien (Hypsilurus godeffroyi, Lygosoma scutatum, Stenostoma narirostre, Onychocephalus unguirostris, Ahaetulla poylepis, Pseudechis scutellatus, Hoplobatrachus reinhardtii, Hyla coriacea). Monatsberichte der Königlich Preussischen Akademie der Wissenschaften zu Berlin, vol. 1867, p. 703-712 (texte intégral).